# Crljenik
Crljenik falu Horvátországban Zára megyében. Közigazgatásilag Stankovcihoz tartozik.

## Fekvése
Zárától légvonalban 47, közúton 58 km-re délkeletre, Šibeniktől légvonalban 22, közúton 27 km-re északnyugatra, községközpontjától 3 km-re délkeletre a 27-es számú főút mellett, Dalmácia északi részén fekszik.

## Története
A településnek 1880-ban 64, 1910-ben 106 lakosa volt. Az első világháború után előbb a Szerb-Horvát-Szlovén Királyság, majd Jugoszlávia része lett. A második világháború idején 1941-ben a szomszédos településekkel együtt Olaszország fennhatósága alá került. Az 1943. szeptemberi olasz kapituláció után visszatért Horvátországhoz. A településnek 2011-ben 130 lakosa volt, akik főként mezőgazdasággal és állattartással foglalkoztak.

## Lakosság
| Lakosság változása | Lakosság változása | Lakosság változása | Lakosság változása | Lakosság változása | Lakosság változása | Lakosság változása | Lakosság változása | Lakosság változása | Lakosság változása | Lakosság változása | Lakosság változása | Lakosság változása | Lakosság változása | Lakosság változása | Lakosság változása |
| ------------------ | ------------------ | ------------------ | ------------------ | ------------------ | ------------------ | ------------------ | ------------------ | ------------------ | ------------------ | ------------------ | ------------------ | ------------------ | ------------------ | ------------------ | ------------------ |
| 1857               | 1869               | 1880               | 1890               | 1900               | 1910               | 1921               | 1931               | 1948               | 1953               | 1961               | 1971               | 1981               | 1991               | 2001               | 2011               |
| 0                  | 0                  | 64                 | 70                 | 103                | 106                | 0                  | 0                  | 231                | 242                | 271                | 163                | 216                | 163                | 141                | 130                |